# Kullings härad
Kulling var ett härad i västra Västergötland inom nuvarande Alingsås kommun, Vårgårda kommun och Herrljunga kommun. Häradets areal var 756,63 kvadratkilometer varav 680,13 land.  Tingsplatser var i äldre tider i Kullings-Skövde socken och senare i Hols socken. Efter att staden Alingsås grundats 1619 kom den till 1680 och från 1818 vara tingsställe. Åren däremellan var först Hol i Hols socken och sedan Eklanda i Siene socken tingsplats.

## Namnet
Häradsnamnet skrevs 1257 Collanhereth. Betydelsen är oklar men har tolkats som "kolrik trakt" och har ansetts innehålla suffixet -and. Det kan dock i stället innehålla "land" medan Kol(l)- är flertydigt.

## Socknar
Följande socknar ingick i Kullings härad:
- I nuvarande Alingsås kommun
  - Alingsås socken
  - Bälinge
  - Hemsjö
  - Långared
  - Rödene
  - Ödenäs
- I nuvarande Vårgårda kommun
  - Algutstorp
  - Bergstena
  - Fullestad
  - Hol
  - Horla
  - Kullings-Skövde
  - Landa
  - Lena
  - Siene
  - Skogsbygden bildad 1763/1825 genom utbrytning ur Nårunga socken
  - Södra Härene
  - Tumberg
- I nuvarande Herrljunga kommun
  - Bråttensby
  - Eggvena
  - Fölene
  - Herrljunga
  - Remmene
  - Tarsled

Alingsås stad hade egen jurisdiktion (rådhusrätt) till 1965 då den blev en del av detta härads jurisdiktion.

## Geografi
Häradets huvudbygd utgjordes av jordbrukslandskapet kring Säveån och Nossan, mellan de stora sjöarna Mjörn, Anten och Sävelången. Trakten är kuperad och delvis höglänt med ljunghedar och mossar.
Tätorter är Alingsås, Vårgårda och Herrljunga.
På ön Loholmen i sjön Anten i Långareds socken finns ruiner av det medeltida Lo slott och i Bälinge socken finns borgruinen Stynaborg. Sätesgårdar (säterier) var Bryngenäs (Hemsjö socken), Nolhaga (Alingsås socken), Vikaryd (Alingsås socken), Hjälmared (Alingsås socken), Lygnöholm (Bälinge socken till 1886, därefter Alingsås socken), Ribbingsberg (Södra Härene socken), Kolbäck (Bergstena socken) Torp (Bälinge socken), Rödene (Rödene socken), Lagmansholm (Fullestads socken), Vittene (Lena socken), Tubbetorp (Siene socken), Brunnlid (Siene socken) och Vårgårda (Siene socken). 1975 överfördes Östads säteri från Östads socken i Ale härad till Långareds socken och Kullings härad.
De fanns gästgiverier i Ingared (Hemsjö), Backgården i Kullings-Skövde kyrkby, Östadkulle (Lena) och Herrljunga kyrkby.

### Kommunikationer
Området har gynnats genom goda kommunikationer. Det genomkorsas av landsvägen mellan Göteborg och Stockholm (nuvarande E20) och motsvarande järnväg (Västra stambanan), .

## Län, fögderier, domsagor, tingslag och tingsrätter
Häradet hörde mellan 1634 och 1998 till Älvsborgs län, därefter till Västra Götalands län. Församlingarna tillhörde Skara stift.
Häradets socknar hörde till följande fögderier:
- 1686-1945 Kullings fögderi
- 1946-1990 Alingsås fögderi

dock Borås fögderi 1918-1951 för Skogsbygdens socken, Väne fögderi före 1945 för Långareds socken
Häradets socknar tillhörde följande domsagor, tingslag och tingsrätter:
- 1680-1927  Kullings tingslag i
  - 1680-1695 Vättle, Ale, Gäsene och Kullings häraders domsaga
  - 1696-1848 Ås, Gäsene och Kullings häraders domsaga
  - 1849-1970 Ale, Kullings och Vättle domsaga
- 1928-1933 Vättle och Kullings tingslag i Ale, Kullings och Vättle domsaga
- 1934-1970 Vättle, Ale och Kullings tingslag i Ale, Kullings och Vättle domsaga

- 1971- Alingsås tingsrätt och dess domsaga

Dock för Långareds socken Flundre, Väne och Bjärke tingslag från 1952 och från 1971 Trollhättans domsaga med Trollhättans tingsrätt.

## Häradshövdingar
Följande personer var häradshövdingar i Kullings härad före 1680
- Bertil Pedersson Lilliehöök 1462-1494
- Brynte Bertilsson Lilliehöök 1496-1497
- Per Bryntesson Lilliehöök d.ä.1525-1529
- Per Bryntesson Lilliehöök d.y. 1531-
- Nils Andersson Lilliehöök 1586-

som del av Vättle, Ale, Gäsene och Kullings häraders domsaga 
- Johan Gustafsson Örnevinge 1680–1685
- Johan Rasch 1685–1687
- Paul Koch 1687–1695

För häradshövdingar efter 1695 se respektive domsaga